# Македонски парламентарни избори 1994.
Парламентарни избори у Републици Македонији су одржани 16. и 30. октобра 1994. године.
Ово су били други по реду парламентарни избори у Републици Македонији и први од независности земље. Избори су одржани заједно са првим непосреднин председничким изборима.